# Романова, Александра Валерьевна
Александра Валерьевна Романова (род.26 декабря 1990 года) — казахстанская легкоатлетка. Мастер спорта Республики Казахстан международного класса.

## Карьера
Лёгкой атлетикой занимается с 2003 года. Основная специализация — бег на 400 метров с барьерами. Тренируется под руководством тренера-преподавателя Юрия Маштакова и Александра Дениско.
В 2009 году побеждает на открытом чемпионате Таиланда, II Молодежных спортивных играх, становится бронзовым призером открытого чемпионата Узбекистана.
В 2010 году побеждает на чемпионате Казахстана, международного турнире «Кубок Узбекистана»,  Мемориале Г.Косанова.
В 2011 году выигрывает весеннее первенство Казахстана, III летнюю Спартакиады Республики Казахстан.
В 2012 году становится чемпионом Казахстана, выигрывает весеннее первенство Казахстана, международные соревнования на призы Т.Колпаковой в г.Бишкек (Кыргызстан).
В 2013 году — победитель международного турнира «Мемориал Г.Косанова». Участвовала в Азиатских играх (16-е место).
Участвовала в Универсиаде 2015 года, где заняла 16-е место.
На чемпионате Азии 2015 года завоевала бронзовую медаль в эстафете 4×400 метров, в личном первенстве на 400-метровке с барьерами была лишь пятой.

## Образование
Окончила Карагандинский государственный университет, факультет физической культуры и спорта.